# Боринићи
Боринићи (итал. Borini) је насељено место у саставу општине Барбан у Истарској жупанији, Хрватска. До територијалне реорганизације у Хрватској налазили су се у саставу старе општине Пула.

## Становништво
Према последњем попису становништва из 2011. године у насељу Боринићи живело је 10 становника.
| година пописа  | 1857 | 1869 | 1880 | 1890 | 1900 | 1910 | 1921 | 1931 | 1948 | 1953 | 1961 | 1971 | 1981 | 1991 | 2001 | 2011 |
| бр. становника | 0    | 0    | 36   | 40   | 35   | 41   | 0    | 0    | 46   | 45   | 35   | 33   | 20   | 18   | 13   | 10   |

Напомена:У пописима 1857. 1869. 1921. и 1931. подаци су садржани у насељу Шајини. Од 1880. до 1900. исказивано под именом Борини.
.